# 沖悠哉
沖 悠哉（おき ゆうや、1999年8月22日 - ）は、茨城県鹿嶋市出身のプロサッカー選手。Jリーグ・清水エスパルス所属。ポジションはゴールキーパー（GK）。

## 来歴

### 鹿島アントラーズ
2018年、鹿島アントラーズユースからトップチームに昇格。
2020年8月8日、J1第9節サガン鳥栖戦にてJ1デビューを果たす。J1デビューながら鳥栖の猛攻を無失点で抑えるなどと好成績を残した。その後、レギュラーであったクォン・スンテからポジションを奪い、正GKに定着。最終的に24試合に出場するなどと、飛躍のシーズンとなった。
2021シーズンは開幕スタメンを飾ったが、チームは1‐3で敗れた。しかし続くルヴァンカップ第1節サガン鳥栖戦でも先発出場を果たすと、後半開始早々の豊田陽平のPKをストップし、チームを救うセーブを見せた。チームも3‐0で勝利を飾った。その後もレギュラーとして出場を続けていたが、シーズン終盤にて再びスンテにポジションを奪われた。
2022シーズンは、開幕からスンテの控えに留まった上に、シーズン終盤には早川友基の台頭もありシーズン通して2試合の出場に留まった。続く2023シーズンは、早川が全試合フル出場を果たしたため、リーグ戦の出場機会はなかった。

### 清水エスパルス
2023年12月27日、清水エスパルスへ完全移籍することが発表された。
移籍後は正GKである権田修一の存在もあり、先発での出場はルヴァンカップ、天皇杯のみと長らく控えに留まるが、2024年10月27日、J2リーグ第36節栃木SC戦において清水での初のリーグ戦スタメンを飾り、無失点でチームの昇格に貢献。続く2024年11月3日、J2第37節いわきFC戦においてもスタメンとして出場を果たし、こちらも無失点でチームの優勝に貢献した。

### 年代別日本代表
2020年12月17日、U-23日本代表候補の国内合宿メンバー（トレーニングキャンプ：千葉県内で12月21日から26日に実施）に初選出された。
2021年3月19日、U-24アルゼンチン代表との国際親善試合のメンバーに選出された。しかし出番は無かった。
以降も東京五輪世代のGKとしてメンバーに選出されていたが、最終選考にて本大会のメンバーから落選した。

## 人物
- 2021年、スペインのCarlos G. Urbanoから「ペップ・グアルディオラ監督が提唱するより広いエリアをカバーする25歳以下のGK9名」に選出された[7]。
- 2021年6月20日のJ1リーグ第18節・鹿島対ベガルタ仙台戦での沖のセービングが、元日本代表GKの楢崎正剛により、6月度の「月間ベストセーブ」(スポーツチャンネルDAZNとパートナーメディアで構成されるDAZNJリーグ推進委員会の連動企画)に選出された。選出理由における分析内容として「まずCKの性質として、守備側はニアサイドの対応がとても難しい。あえてニアサイドのゾーンに人を割いてボールを跳ね返すのがセオリーですが、質の高いボールを入れられて、中に入ってくる選手とタイミングが合えばシュートを打たれてしまいます。それに対してGKは準備時間が少なく、このシーンのようにスクランブル状態のゴール前でイレギュラーなコース変化が起きることもあります。自分のタイミングで守れないという点で、高度なスキルを求められるセービングです」「体の近くにボールが飛んできたので運が良かった部分もありましたが、それでも反応が遅ければ弾くのは難しかったでしょう。反射神経や動物的な勘が求められ、ゴールの外にボールを弾く動作も簡単ではありません」「試合経験を重ねて大きく伸びているタイミングだと思います。もともとのアグレッシブなプレースタイルに加えて、安定感を向上させてコンスタントに力を発揮できれば、もっと上を目指せる選手になれるでしょう。そして鹿島という常勝クラブで若くしてゴールマウスを守るのは大きな責任やプレッシャーがあるはず。以前、ソガ（曽ヶ端準）と話した時にそういった精神面の重圧について話していました。沖選手にはそのプレッシャーに打ち克ち、日本を代表する選手になってもらいたい」と高い評価を受けた[8]。
- 2021年8月6日、JPFA(日本プロサッカー選手会)によるYOUTUBEチャンネル「ONE1-GKチャンネル」の企画「権談」において日本代表GKの権田修一選手と対談。日本に帰国して最初の試合だった鹿島アントラーズとのJ1開幕戦において、沖のロングフィードの正確さに驚いたと語り「日本にもこういう選手が出てきたか」と評し、沖のストロングポイントであるとした。また、対戦者として過去、鹿島アントラーズは曽ヶ端準もそうであったように伝統的にGKのロングフィードの質が高いとも語っている。権田も楢崎と同じくJ1リーグ第18節鹿島アントラーズ対ベガルタ仙台戦での沖のセービングが素晴らしかったと評している。そして最後に「沖選手がA代表に上がって来るまで、自分がA代表のゴールマウスを守り続けるというモチベーションを貰った」と対談を締めくくっている[9]。

## 所属クラブ
- 鹿島アントラーズジュニア
- 鹿島アントラーズジュニアユース
- 鹿島アントラーズユース
- 2018年 - 2023年  鹿島アントラーズ
- 2024年 -  清水エスパルス

## 個人成績
| 国内大会個人成績 | 国内大会個人成績 | 国内大会個人成績 | 国内大会個人成績 | 国内大会個人成績 | 国内大会個人成績 | 国内大会個人成績 | 国内大会個人成績 | 国内大会個人成績 | 国内大会個人成績 | 国内大会個人成績 | 国内大会個人成績 |
| 年度             | クラブ           | 背番号           | リーグ           | リーグ戦         | リーグ戦         | リーグ杯         | リーグ杯         | オープン杯       | オープン杯       | 期間通算         | 期間通算         |
| 年度             | クラブ           | 背番号           | リーグ           | 出場             | 得点             | 出場             | 得点             | 出場             | 得点             | 出場             | 得点             |
| 日本             | 日本             | 日本             | 日本             | リーグ戦         | リーグ戦         | リーグ杯         | リーグ杯         | 天皇杯           | 天皇杯           | 期間通算         | 期間通算         |
| ---------------- | ---------------- | ---------------- | ---------------- | ---------------- | ---------------- | ---------------- | ---------------- | ---------------- | ---------------- | ---------------- | ---------------- |
| 2018             | 鹿島             | 31               | J1               | 0                | 0                | 0                | 0                | 0                | 0                | 0                | 0                |
| 2019             | 鹿島             | 31               | J1               | 0                | 0                | 0                | 0                | 0                | 0                | 0                | 0                |
| 2020             | 鹿島             | 31               | J1               | 24               | 0                | 0                | 0                | -                | -                | 24               | 0                |
| 2021             | 鹿島             | 31               | J1               | 33               | 0                | 3                | 0                | 2                | 0                | 38               | 0                |
| 2022             | 鹿島             | 31               | J1               | 2                | 0                | 5                | 0                | 3                | 0                | 10               | 0                |
| 2023             | 鹿島             | 31               | J1               | 0                | 0                | 6                | 0                | 2                | 0                | 8                | 0                |
| 2024             | 清水             | 1                | J2               | 2                | 0                | 1                | 0                | 2                | 0                | 5                | 0                |
| 通算             | 日本             | 日本             | J1               | 59               | 0                | 14               | 0                | 7                | 0                | 80               | 0                |
| 通算             | 日本             | 日本             | J2               | 2                | 0                | 1                | 0                | 2                | 0                | 5                | 0                |
| 総通算           | 総通算           | 総通算           | 総通算           | 61               | 0                | 15               | 0                | 9                | 0                | 85               | 0                |

| 国際大会個人成績 | 国際大会個人成績 | 国際大会個人成績 | 国際大会個人成績 | 国際大会個人成績 | FIFA      | FIFA      |
| 年度             | クラブ           | 背番号           | 出場             | 得点             | 出場      | 得点      |
| AFC              | AFC              | AFC              | ACL              | ACL              | クラブW杯 | クラブW杯 |
| ---------------- | ---------------- | ---------------- | ---------------- | ---------------- | --------- | --------- |
| 2018             | 鹿島             | 31               | 0                | 0                | 0         | 0         |
| 2019             | 鹿島             | 31               | 0                | 0                | -         | -         |
| 通算             | AFC              | AFC              | 0                | 0                | 0         | 0         |

出場歴
- Jリーグ初出場 - 2020年8月8日 J1第9節 サガン鳥栖戦 (県立カシマサッカースタジアム)

## タイトル

### クラブ
鹿島アントラーズジュニアユース
- 日本クラブユースサッカー選手権 (U-15)大会（2014年）

鹿島アントラーズ
- AFCチャンピオンズリーグ：1回（2018年）

清水エスパルス
- J2リーグ（2024年）

### 個人
- 日本クラブユースサッカー選手権 (U-15)大会・MVP（2014年）

## 代表歴
- U-15日本代表
  - バル・ド・マルヌ U-16国際親善トーナメント（2014年）
- U-16日本代表
  - U-16インターナショナルドリームカップ（2015年）
- U-17日本代表
  - 第23回バツラフ・イェジェク国際ユーストーナメント（2016年）
- U-18日本代表
  - SBSカップ 国際ユースサッカー（2017年）
- U-19日本代表
  - トゥーロン国際大会（2017年）
- U-20日本代表候補
  - トレーニングキャンプ（2017年）
- U-23日本代表候補
  - トレーニングキャンプ（2020年）
- U-24日本代表
  - SAISON CARD CUP 2021（2021年）